# 強制動員真相究明ネットワーク
強制動員真相究明ネットワークは、日本の市民団体。戦時中の朝鮮人強制連行について究明を行っている。

## 沿革と活動
- 1999年8月10日、 「国立国会図書館法の一部を改正する法律案(恒久平和調査局設置法案)」を衆議院に上程 （賛成議員118名）[1]。小林久公(当時、戦争被害調査会法を実現する市民会議)が働きかけ、民主党の鳩山由紀夫らによって提出された[2]。
- 2000年11月29日第150回国会において福島瑞穂議員が「朝鮮人労務者等の未払金供託に関する質問主意書」を提出[1][3]。

### 韓国での「日帝強占下強制動員被害真相糾明等に関する特別法案」
- 2001.10.12 韓国「日帝強占下強制動員被害真相糾明等に関する特別法案」を韓国国会に発議 [1]し、日帝強占下強制動員被害真相糾明委員会が設置された。
- 2002.11.29 「朝鮮人強制連行・強制労働に関する質問主意書」 近藤昭一議員提出 [1]
- 2004.02.13 韓国、特別法案が韓国国会本会議で可決[1]

### 韓国「日帝強占下強制動員被害真相究明委員会」設立
- 2004年11.10 韓国「日帝強占下強制動員被害真相究明委員会」設立[1]
  - 12.02 「朝鮮人労務者等に対する未払金その他の取扱いに関する質問主意書」 福島瑞穂議員提出
  - 12.17 日韓首脳会談で盧武鉉大統領が小泉首相に強制動員労働者の遺骨返還に協力を求める[1]

### 強制動員真相究明ネットワーク設立
- 2005年1月、韓国で強制連行被害者団体連合が発足[4]。
- 2005年2月1日、韓国で強制動員被害申告受付開始[1]
  - 2.17 日帝強占下強制動員被害真相糾明委員会代表団 日本の国会訪問
  - 3月、強制動員真相究明ネットワーク設立準備会が神戸学生青年センターで開催[1]
  - 3.15 「朝鮮人の未払い金問題について」 福島瑞穂議員 参議院厚生労働委員会 質疑[1]
  - 2005年4月、強制動員された朝鮮人遺骨収集のための日韓遺骨問題協議を開始[4]。
  - 4.20 日帝強占下強制動員被害真相糾明委員会調査班が初めての日本実地調査 (筑豊・宇部、筑豊・ウトロなど) [1]
  - 4月 日本政府 108 の企業へ遺骨情報提供依頼 [1]
  - 2005年5月7日、強制動員真相究明ネットワークが韓国政府の日帝強占下強制動員被害真相糾明委員会と連携していくと宣言された[5]。
- 2005年7月、発足[4]。
- 2005年7月18日、東京の在日本韓国YMCAにて「強制動員真相究明ネットワーク」結成総会が開かれ、在日本大韓民国民団、社民党、民主党、日帝強占下強制動員被害真相糾明委員会事務局長の崔鳳泰（チェ・ボンデ）、太平洋戦争被害者補償推進協議会のイ・ヒジャ共同代表らが参加した[6]。

### 韓国での日帝強占下強制動員被害真相糾明委員会廃止に対する反対運動
- 2008年韓国では過去の清算は盧武鉉前政権が進めたが、韓国の過去の政権による清算については保守派やハンナラ党には「左派の報復」と映り、また、日本への過去の強制動員に絡む調査も未来志向の対日関係を妨げるものとしてみなされていた[7]。そのようななか、2008年12月16日、韓国ハンナラ党が日帝強占下強制動員被害真相糾明委員会と太平洋戦争前後国外強制動員犠牲者支援委員会を廃止する法案を提出した[8][7]。

これに対して、強制動員真相究明ネットワークは、韓統連、「韓国・朝鮮の遺族とともに全国連絡会」など韓国人被害者を日本で支援する15団体は撤回を求めた。12月15日に訪韓した福留範昭はハンナラ党や民主党など与野4党を訪問し「韓国だけではなく、日本のためにも戦時強制連行の真相は必ず究明されるべき」であるとして法改正の再考を求めた。また、小林久公強制動員真相究明ネットワーク幹事は「本来日本がすべき解明をしてきた韓国政府の努力がいま中断されれば、実態は永遠に分からなくなる」と訴えた。

### 韓国における対日抗争期国外強制動員被害調査および国外強制動員犠牲者支援委員会の設立
2010年
- 2010年3月22日、韓国で対日抗争期強制動員被害調査及び国外強制動員犠牲者等支援委員会が設置された。
- 2010年4月7日、東京大学駒場キャンパスで第5回強制動員真相究明ネット全国研究集会が開かれ、石田勇治東京大学教授、外村大東京大学准教授、張完翼弁護士らが参加した[10]。
- 2011年5月27日、28日、神戸学生青年センターで「強制動員真相究明全国研究集会―日本の朝鮮植民地支配と強制連行」を開催[11]。

2012年
- 2012年には、竹内康人編著『朝鮮人強制労働企業 現在名一覧』 (神戸学生青年センター出版部)刊行。
- 2012年9月、強制動員真相究明ネットワーク、八幡製鉄元徴用工問題を追及する会など32団体が、韓国国会議長、韓国国務総理、韓国各政党宛に送った対日抗争期国外強制動員被害調査及国外強制動員犠牲者支援委員会の事業継続要望書で「本来ならば、韓国人に対する強制動員の加害実態調査は、日本政府が行うべきものであり、日本の市民社会が果たさなければならない課題でありますが、日本ではまだそのような状況にありません。韓国人に対する強制動員真相究明事業は、まだ多くの課題を残し、日本政府が韓国政府に提供した未払い金の供託金名簿はその半数程度でしかない」「日本政府が韓国人に対する強制動員の責任を認めず、資料提供を拒んでいるのが原因であり、韓国の委員会の責任ではありませんが、韓国政府の事業推進体制が停止されるならば、今後の真相究明をすすめることが極めて困難になります。例えば、強制動員人数や未払い賃金の政府統計が記載されている日本政府の公文書である『日韓請求権問題参考資料』の私たちの公開請求に対し、「韓国が主張する日韓間で立場の異なる請求権問題について、政府の見解が子細に記されており、韓国との関係において、我が国の今後の外交上のやりとりを不利にする恐れがある」として開示しません」と述べた[12]。

### 日本政府への情報公開請求
2013年
- 2013年4月23日、日本共産党紙智子議員が第183回国会で「日本軍慰安婦問題の強制連行を示す文書」に関して質問、そのなかで「強制動員真相究明ネットワークなどの市民団体も国立公文書館等の資料調査に継続的に取り組んでいる」と報告した[13]。

#### BC級バタビア裁判・第106号事件
- 2013年9月、国立公文書館への強制動員真相究明ネットワークによる情報公開請求によって「BC級バタビア裁判・第106号事件」が公開された[14]。

#### 福岡市ゆうちょ銀行の朝鮮人労働者の通帳発見
- また、2013年9月福岡市のゆうちょ銀行福岡貯金事務センターに強制連行された朝鮮人労働者名義の郵便貯金通帳数万冊が強制動員真相究明ネットワークによって発見された[15]。小林久公事務局長は、当時、日本企業は賃金全額を朝鮮人労働者に渡さず、天引きして貯金しており、「たばこ代程度が渡され、残りは貯金させられたケースが多かった」と指摘した[15]。また福岡県飯塚市のＮＰＯ法人「無窮花（ムグンファ）の会」の吉柳順一は「大量の通帳の存在は、日本政府が戦後賠償に向け、調査を十分にしていなかったことの証拠だ。政府は遺族らを捜し出し、未払いの賃金を返還するよう企業に求めるべきだ」とのべた[15]。

## 主張

### 日韓請求権未解決説
- 2013年10月17日、小林久公強制動員真相究明ネットワーク事務局長が衆議院第2会館第1会議室の慰安婦問題解決オール連帯ネットワーク会合で「私たちが情報公開を請求した時は公開拒否した文書を産経新聞はどうして確保できたのでしょう。 私は(河野談話を揺さぶろうとする)安倍政権の誰かが故意にリーク(流出)したものと考えます。」と述べた[16]とのべ、また日本政府が「日韓請求権協定で法的に解決済み」と主張することについて、
  - 「日韓請求権問題の未解決点について」1964年12月12日大蔵省理財局
  - 「第7次日韓全面会談における請求権委員会について」1965年3月5日大蔵省発 外務省宛
  - 「主席代表会合等において当面韓国側に対して確認を求めるべき事項」1965年3月12日

などの文書によれば、請求権協定の「完全かつ最終的に解決された」という法的意味が、結局は曖昧なままであったことを証明しているとのべた。

### 明治日本の産業革命遺産
- 2017年3月25日に強制動員真相究明ネットワークなどが主催した「第10回強制動員真相究明全国研究集会」において、外村大は「ごく一部の新聞、産経新聞だが、（軍艦島で）楽しく暮らしていた。朝鮮人とも仲良くしていた（と報じた）。個人の思い出は尊重するが、朝鮮人は差別を感じていた。強制かそうではないかの議論は不毛だ。本人が強制と考えたらそれは強制だ」と主張した[18]。

- 2017年11月に、韓国の民族問題研究所と共同でガイドブック「明治日本の産業革命遺産と強制労働」を作成し、その中で、産業革命遺産の登録申請は従来の文化庁主導とは異なり「官邸主導ですすめたという点が特徴」「誇らしい歴史だけを記憶するという、反省のない歴史認識は、再び日本を戦争ができる国にするためのプロジェクトと連動しています。『明治日本の産業革命遺産』の物語もこの一環とみられます」と主張しており[19]、明治日本の産業革命遺産に含まれた吉田松陰の松下村塾について「日本は、松下村塾を、産業化をすすめる人物を育てた場所として、『明治日本の産業革命遺産』に組み込みました。しかし、松下村塾は、アジア侵略の思想と歴史を正当化する歴史観が形成されたところであり、産業革命遺産ではありません」と主張し、また明治日本の産業革命遺産情報センターの東京設置に反対しており、2017年7月に「犠牲者を記憶するための情報センターの設置」を求める声明を発表した[20]。

## 代表、呼びかけ人
共同代表
- 飛田雄一
- 上杉聡
- 内海愛子

呼びかけ人
- 荒井信一
- 有光健
- 市場淳子
- 伊藤孝司
- 内海隆男
- 太田修
- 川瀬俊治
- 川村一之
- 木村公一
- 金城実
- 郡島恒昭
- 小池善之
- 古庄正
- 小松裕
- 在間秀和
- 下嶌義輔
- 鈴木次郎
- 空野佳弘
- 高實康稔
- 竹内康人
- 田中宏
- 塚崎昌之
- 殿平善彦
- 豊永恵三郎
- 西川重則
- 西野瑠美子
- 林えいだい
- 樋口雄一
- 平野伸人
- 福岡安則
- 水野直樹
- 持橋多聞
- 守屋敬彦
- 山田昭次
- 吉見義明

## 関連団体
- 日韓市民でつくる日韓会談文書全面公開を求める会
- 日帝強占下強制動員被害真相糾明委員会